# Cantonul Estissac
Cantonul Estissac este un canton din arondismentul Troyes, departamentul Aube, regiunea Champagne-Ardenne, Franța.

## Comune
| Comune              | Populație (1999) | Cod poștal | Cod INSEE |
| ------------------- | ---------------- | ---------- | --------- |
| Bercenay-en-Othe    | 363              | 10190      | 10037     |
| Bucey-en-Othe       | 437              | 10190      | 10066     |
| Chennegy            | 460              | 10190      | 10096     |
| Estissac            | 1 783            | 10190      | 10142     |
| Fontvannes          | 538              | 10190      | 10156     |
| Messon              | 402              | 10190      | 10240     |
| Neuville-sur-Vanne  | 432              | 10190      | 10263     |
| Prugny              | 395              | 10190      | 10307     |
| Vauchassis          | 531              | 10190      | 10396     |
| Villemaur-sur-Vanne | 475              | 10190      | 10415     |